# Max Deuring
Max Deuring (Göttingen, 9 de dezembro de 1907 — Göttingen, 20 de dezembro de 1984) foi um matemático alemão.